# Biblioteka naukowa

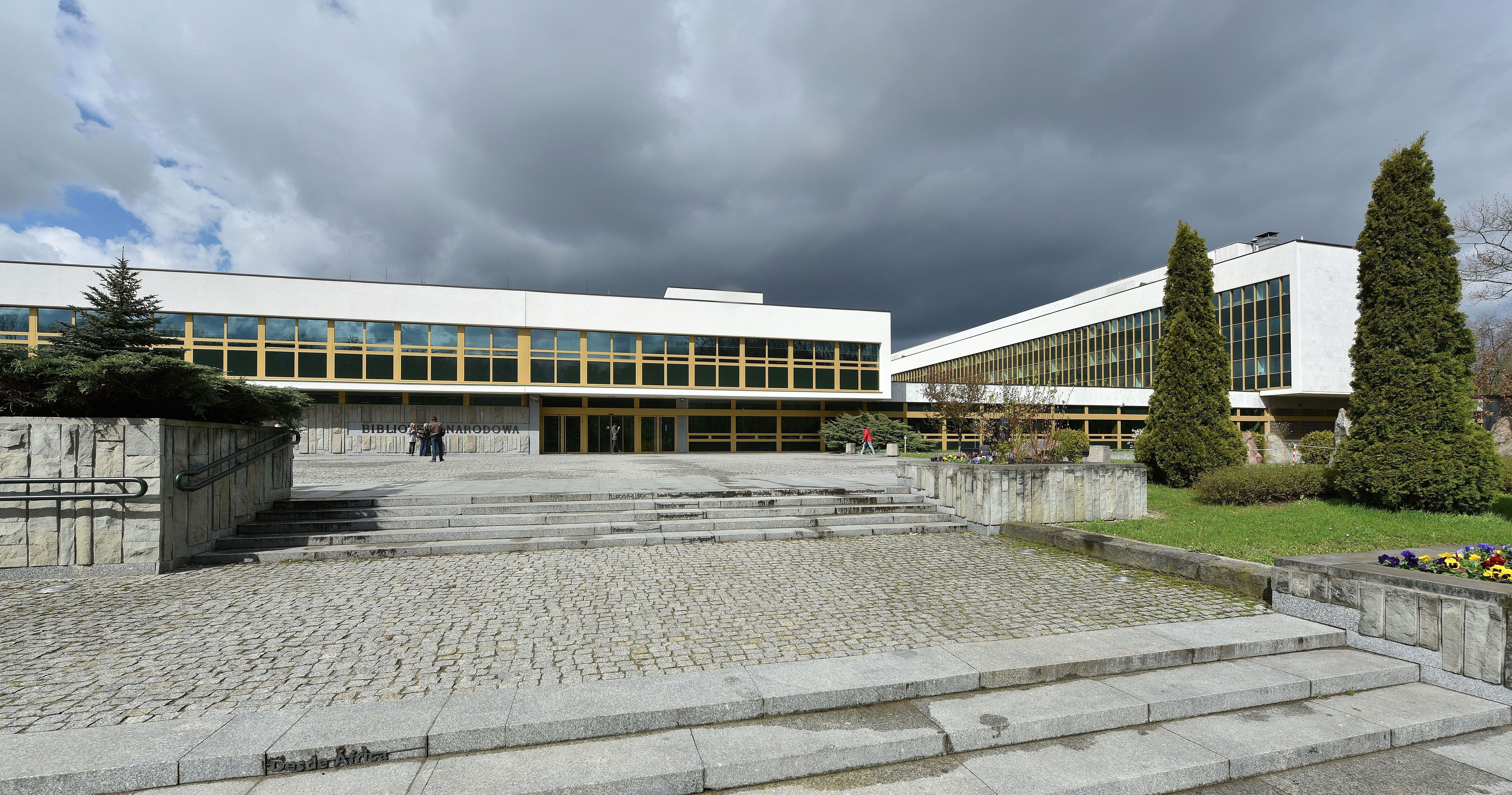
Biblioteka Narodowa w Warszawie (2017)

Biblioteka naukowa – biblioteka pełniąca funkcję naukową i kształceniową, zapewnia dostęp do materiałów i zasobów, które są niezbędne do prowadzenia prac naukowo-badawczych, również samemu prowadząc taką działalność w zakresie bibliotekoznawstwa i dziedzin pokrewnych.

## Biblioteki naukowe w Polsce
- Biblioteka Narodowa
- biblioteki, których organizatorami są uczelnie,
- biblioteki, których organizatorem jest Polska Akademia Nauk,
- biblioteki, których organizatorami są jednostki badawczo-rozwojowe
- oraz inne biblioteki